# Балхское ханство
Балхское ханство (узб. Balx xonligi / Балх хонлиги / بلخ خانلغی) — крупнейшая административная единица Бухарского ханства (1526—1702 г.г.), начиная с 1590 года, наместником которого являлся наследник бухарского правителя, получавший титул хана; позднее — узбекское государство (1702—1850 г.г.), существовавшее на территории Южного Туркестана, которое затем было присоединено к Эмирату Афганистан. Последним ханом был Рустеш-хан.
Наибольшего развития Балхское ханство достигло при Аштарханидах, особенно при Надир Мухаммад-хане и Субханкули-хане.
Столицей Балхского ханства был одноимённый город — Балх, который являлся вторым политическим центром при правлении Аштарханидов.

## География
Балхское ханство занимало огромную территорию, простиравшуюся с севера на юг между Гиссарским вилайетом и горами Гиндукуш, и с запада на восток между реками Мургабом и Бадахшаном.
Территория Балхского ханства археологами исследована недостаточно, весьма скудны сведения дошедших до нас письменных источников. Единственным письменным источником, данные которого позволяют локализировать главные города и крупные населённые пункты Балха, определить его территорию и границы, служит сочинение Махмуда ибн Вали — «Бахр ал-асрар». В нём говорится, что Балхское ханство занимало огромную территорию, примерно ту же территорию, что и Греко-Бактрийское и Кушанское царства.
В XVII веке Балхское ханство состояло из таких крупных вилайетов, как Бамиан, Тохаристан с Бадахшаном, Чаганиан, Хутталян и собственно Балхский вилайет.
В Балхский вилайет входили следующие крупные города: Балх, Акча, Шибирган, Андхуд, Меймене, Фарйаб, Чечекту, Катнам, Парвард, Дерзаб.

## История
Полунезависимый Балхский удел Шейбанидов и Аштарханидов, находившийся в номинальной зависимости от Бухарского ханства, был известным в своё время как Балхское ханство, Балхское царство, Балхское государство и оставил заметный след в истории не только Средней Азии, но и сопредельных с нею стран Востока — Ирана, Афганистана и Индии.

### Балхский вилайет в начале XVI века

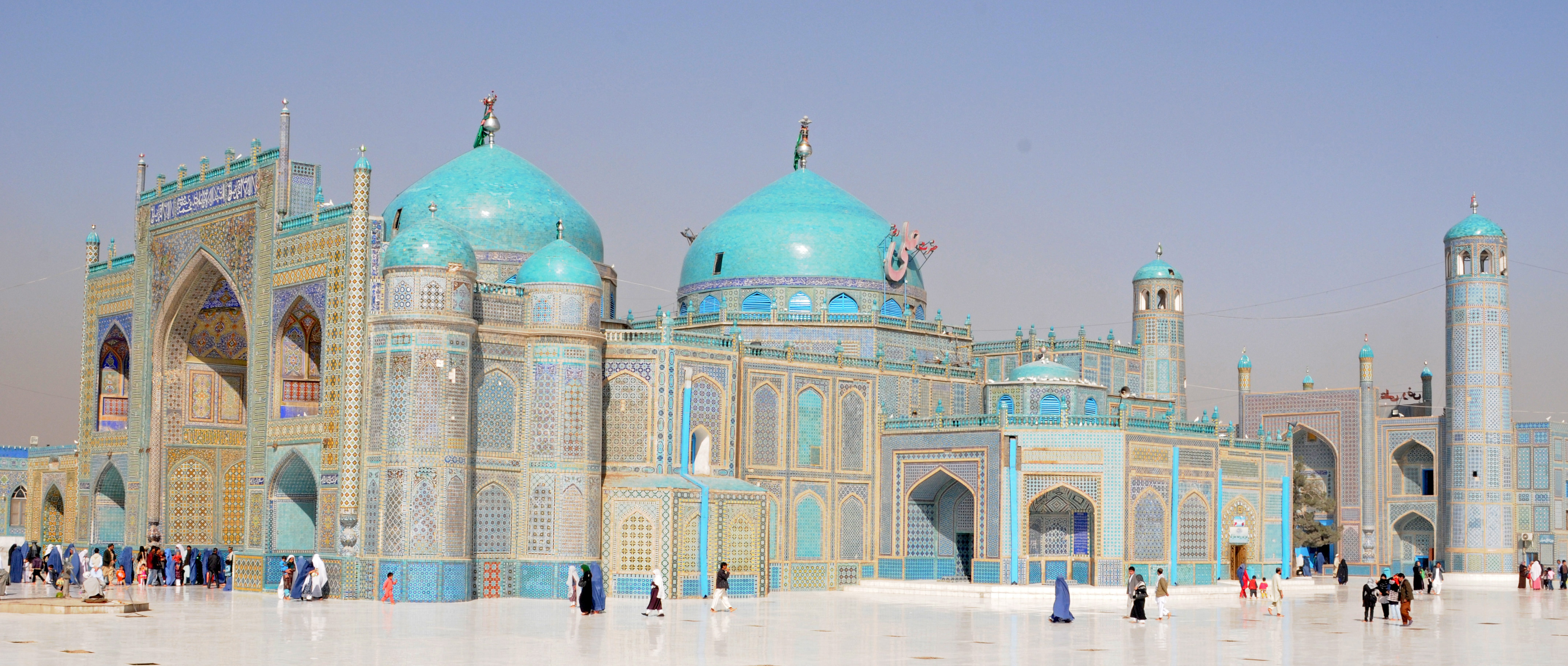
Голубая мечеть, построенная тимуридом Хусейном Байкара

В начале XVI века Балх входил в состав Тимуридского Хорасана, и наместником Балха являлся принц из династии Тимуридов — Бади аз-Заман Мирза (1497—1506), который после неудачной попытки создания коалиции против кочевых узбеков вынужденно удалился под предлогом сбора войска в другом месте, поручив защиту города одному из своих сыновей, в советники которому были преданы наиболее верные эмиры.

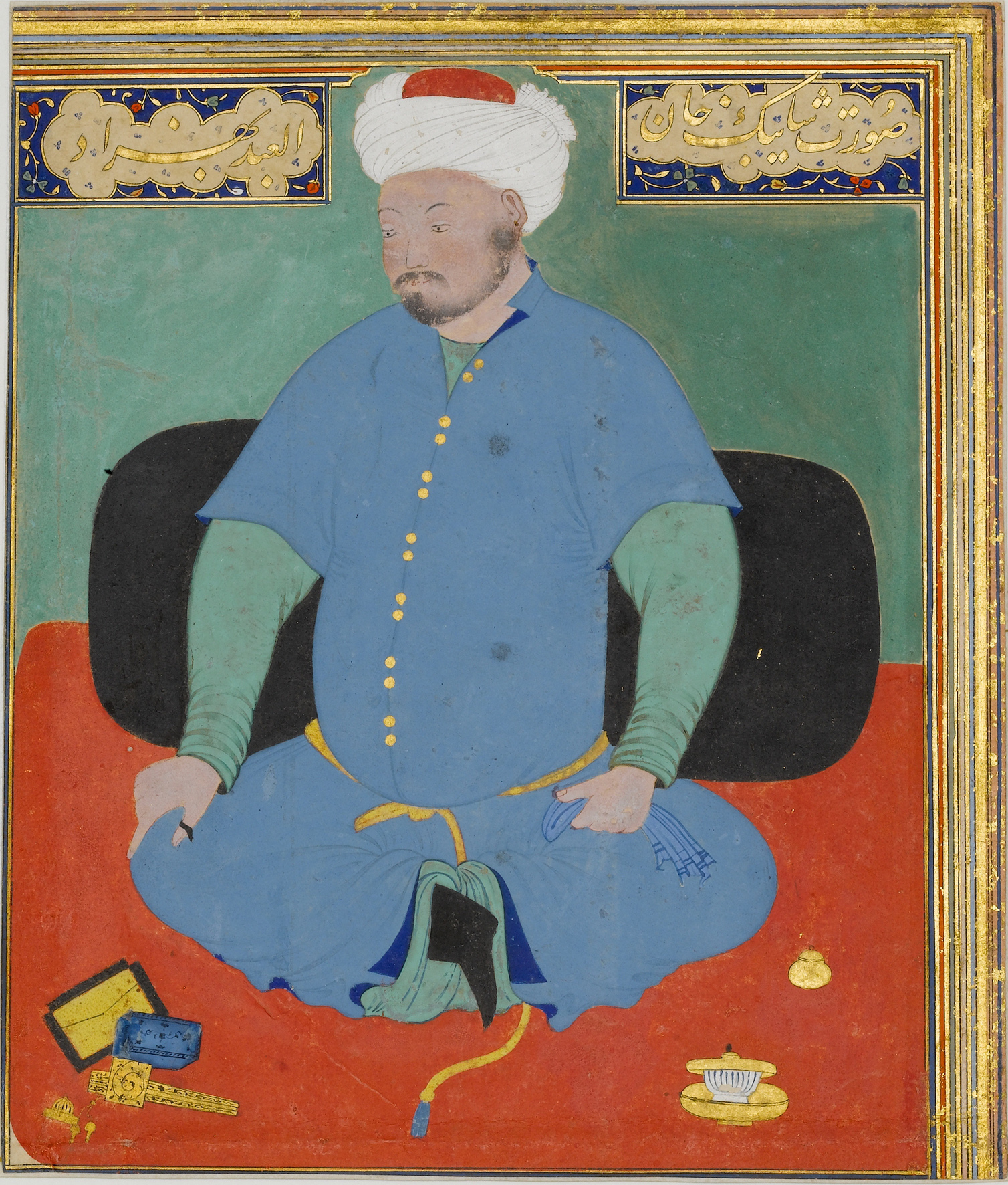
Портрет Мухаммеда Шейбани
Кемаледдин Бехзад, XVI век

Осенью 1503 года Шейбани-хан вёл трёхмесячную осаду Балха, которая закончилась неудачей. Город окончательно был завоёван Шейбани-ханом после его второй попытки и четырёхмесячной осады. Балх был присоединён с прилегающими землями к государству Шейбанидов в 1506 году. Балхский вилайет узбекский хан пожаловал своему малолетнему сыну Хуррамшах-султану. Но оно изначально не было централизованным и делилось на уделы.

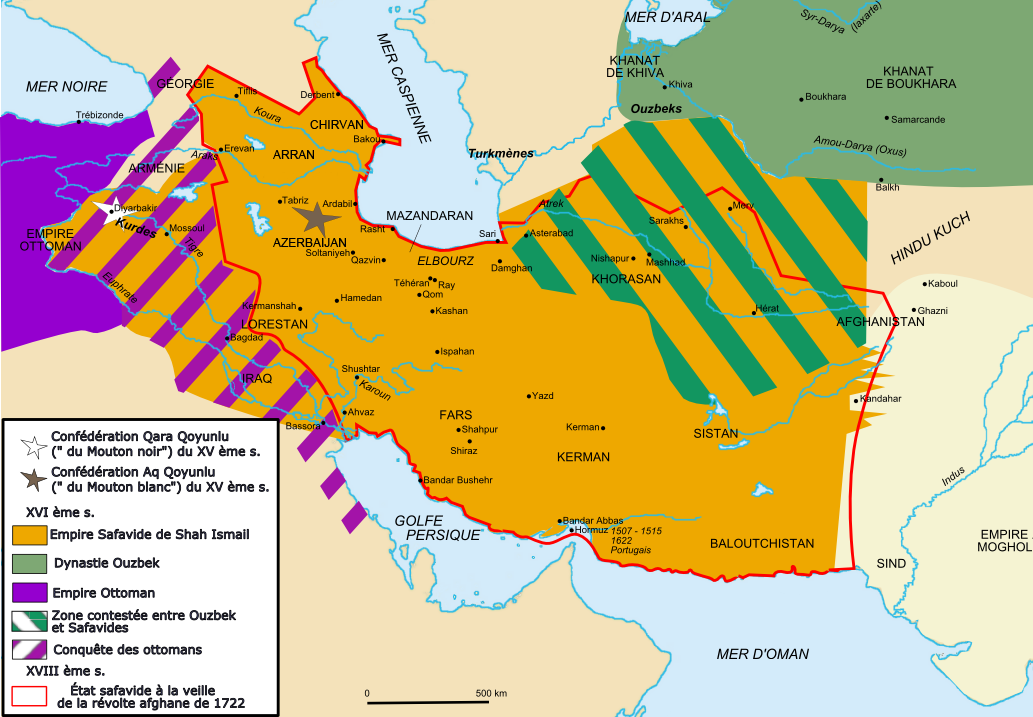
Владения Бухарского ханства и Государства Сефевидов

После поражения узбекских войск от Сефевидского Ирана в битве при Мерве, с 1511 года в Балхе временно был установлен власть Сефевидов, но их здешний наместник погиб в 1513 году, во время битвы при Гиждуване, где кызылбаши понесли поражение от войск Шейбанидов во главе Убайдулла-ханом.
При Сефевидах военным губернатором пограничного с Мавераннахром обширного региона с городами Балх, Фараб, Маймана, Шибирган, Таликан, Андхой на небольшое время был назначен соратник и сподвижник сефевидского шаха Исмаила I — Байрам-хан Карманлу (1511—1513). В это время жители Балха, Шибирхана и Андхуда были переселены на правый берег Амударьи двоюродным братом Шейбани-хана — Джанибек-султаном.
В мае 1516 года Балхский вилайет был захвачен Тимуридом Мухаммад Заманом, сыном Бади аз-Замана Мирзы, и Орда-Шейхом, которым удалось сколотить большие силы в Гарчистане из кочевых племён хазарейцев-никударцев. Через два с полоновиной месяца правления Мухаммад Замана было прервано вследствие его разногласий с эмиром Орда-Шейхом по вопросу раздела власти в Балхском вилайете. Вспыхнувший на этой почве спор привел к вооруженному столкновению, и Мухаммад Заман был изгнан из Балха.
После нескольких попыток уладить дело мирным путём и после нескольких стычек Мухаммад Заману и Орда-Шейху удаётся встретится и заключить мир в 25 марта 1517 году, но в тот же день Орда-Шейх был обвинён Мухаммад Заманом в измене. По приказу последнего Орда-Шейх был обезглавлен и его свита была перебита. Остававшийся в Балхе брат Орда-Шейха Кавам-бек, узнав о случившемся, передал ключи от города, только что прибывшему из Кабула с войском Зафар-беку, главе войска Бабура. В силу этих обстоятельств Мухаммад Заман вынужден был удалиться в другое место откуда послал к Бабуру своего человека с посланием о покорности. Спустя несколько дней Бабур выступил в Балх из Кабула с четырехтысячным отрядом и отправил послание Мухаммад Заману. Бабур писал в нем, что выступление на Балх связано с интересами государства и обещал вернуть Балх и подвластные ему земли Мухаммад Заману сразу же после их подчинения. Мухаммад Заман направил к Бабуру своё ответное послание, где было написано что в настоящее время он не может прибыть к стопам его величества и сделает это обязательно сразу же, как только он отдаст ему Балх, а сам уйдет в Кабул. Мухаммад Заман после безуспешной попытки заключить союз с Имин-беком, двоюродным племянником Орда-Шейха, ушел в Гарчистан, много времени скитался там и в других горных областях, неоднократно, но безуспешно пытался завладеть Балхом, затем в Шибиргане он потерпел поражение от объединенных сил Имин-бека и Ибрахим чапука. Попал к ним в плен и был отослан в Кабул. Бабур, как свидетельствует Хондемир, простил ему все его проступки, дал место среди своих приближенных и через два месяца пожаловал Балх. Мухаммад Заман правил здесь до сентября 1523 года, заискивая то перед Бабуром, то перед шахом Исмаилом I.
О событиях, происходивших в Балхе и подвластных ему областях в 1523—1525 годы, известно очень мало. Как явствует из сообщений Махмуда ибн Вали, в ноябре 1523 года, во время похода шейбанидских султанов, Суюнчходжа-хана, Убайдулла-хана, Джанибек-султана и др., на Герат в Балхе властвовал некий казий Салих, встретивший узбеков «хлебом-солью». По предположениям Б. А. Ахмедова, Мухаммад Заман считался правителем номинально, а фактически правил городом от имени Бабура казий Салих.

### Основание Балхского ханства в Бухарском ханстве
Балхское ханство было основано 2 июля 1526 года Шейбанидом Кистин Кара-султаном (1526—1544). С этого времени Балх прочно утвердился в составе государства Шейбанидов, а затем сменивших их Аштарханидов, и с присоединенными позже Тохаристаном, Бадахшаном, горными районами нынешнего Центрального Афганистана и долиной Кашкадарьи и Кулябом составил особый удел.
В 1526 году кочевым узбекам удалось установить свою власть над всеми прибрежными амударьинскими районами нынешнего Афганского Туркестана, от реки Мургаб на западе до устья реки Кокча на востоке, а на юге границы владений Кистин Кара-султана проходили примерно по среднему течению реки Сурхаб. Области Кундуз и Талькан в то время еще находились в зависимости от Бабура и управление ими, как Кандагаром и Бадахшаном, осуществлялось за счет огромных средств и усилий. Об этом Бабур писал следующее:
...от этих областей не было сколько-нибудь значительной пользы. Наоборот, некоторые из названных земель [Бадахшан, Кундуз, Кабул и Кандагар] лежали вблизи от врагов и им необходимо было оказывать значительную помощь.
Первые годы правления Кистин Кара-султана прошли в борьбе с Хумайуном, сидевшим тогда в кабульском владении Бабура, и Сулайман-шахом, правителем Бадахшана. Пограничные беки Хумайуна часто грабили районы Балха, что нередко приводило к вооруженным столкновениям. В марте 1529 года Хумайун вторгся на правый берег Амударьи. Объединившись с Турсун Мухаммад-султаном, правителем Термеза, они захватили Кубадиан, что могло привести к войне между государствами Шейбанидов и Бабуридов.
Особенно серьезное беспокойство Балху причинял Сулайман-шах. В середине августа 1536 года он вторгся в Балхский удел и 5 сентября того же года завладел самим Балхом. Кистин Кара-султан был вытеснен на правый берег Амударьи. Однако Сулайман-шах не смог долго продержаться и через два-три месяца был выбит оттуда Кистин Кара-султаном, которому в деле ему помог Убайдаллах-хан. Получив горький урок, Кистин Кара-султан приступил к восстановлению городских укреплений Балха. В 1539—1540 годы он заново отстроил внутреннюю крепость города. Вскоре положение Кистин-Кара-султана настолько окрепло, что летом 1541 года, пользуясь политическими неурядицами, возникшими в Мавераннахре после смерти бухарского хана Убайдаллах-хана (17 марта 1540 года), он пытался даже отнять у Бурхан-султана Бухару. Однако дело кончилось миром, и, взяв в жены Могул-ханум, Кистин Кара-султан вернулся в свой удел.
Как свидетельствуют источники, в период правления Кистин-Кара-султана вспыхнули волнения среди населения и войска в самом Балхе. Событие это произошло в 1543—1544 годы.
После смерти Кистин-кара-султана (8 октября 1544 года) власть в Балхском уделе перешла в руки его несовершеннолетнего сына и преемника Клыч Кара-султана, который правил около двух лет. При нем Сулайман-шах 14 февраля 1545 года вновь захватил Балх, но вскоре был выбит оттуда.
13 апреля 1546 года к власти в Балхе пришел Пирмухаммед-хан (1546—1567). При нем усилившееся Балхское ханство Шейбанидов играло большую роль даже в политической жизни Мавераннахра и Бадахшана. Более того, Балхское ханство обрело при нем полную независимость. Бухарский хан Абдулазиз-хан (1540—1550), пытаясь покончить с его независимостью, приступил к подготовке большого похода на Балх. Но намеченный поход на Балх не был проведен, а вскоре скончался и сам Абдулазиз-хан (16 мая 1550 года). На престол в Бухаре был посажен бездарный и слабовольный Мухаммад Яр-султан, внук Шейбани-хана. В эти же дни Пирмухаммед-хан под предлогом выражения соболезнования по случаю кончины Абдулазиз-хана, прибыл в Бухару и различными уловками завладел верховной властью 18 августа 1550 года.
Большая часть знати и главы мусульманского духовенства не поддержали Пирмухаммед-хана. Не удалось ему заручиться и поддержкой всемогущего ходжа Мухаммад Ислама. Пирмухаммед-хан после этого пытался посадить на бухарский престол своего человека — Умаргази-султана, более известного под именем Узбек-хана, сына Шейбанида Рустам-султана. Когда видные эмиры с ходатайством за Узбек-хана обратились к ходжа Мухаммад Исламу, сославшись на йаса Чингиз-хана, тогда тот ответил им: «Дервиши не повинуются законам Чингиз-хана, а подчиняются только воле Аллаха». На напоминание эмиров ишану, что Пирмухаммед-хан поддерживает Узбек-хана за то, что он старше других, решителен и храбр, ходжа Мухаммад Ислам строго ответил: «Если Узбек-султана возвеличивает Пирмухаммед-хан, то Абдаллах-хана превозносит Аллах».
Пирмухаммед-хан оставался в Бухаре в качестве верховного правителя около одного года, но, не получив помощи и поддержки эмиров и ишана ходжа Мухаммад Ислама, в июне—июле 1551 года вынужден был покинуть Бухару, вернув снова власть тому же Мухаммад Яр-султану, который до этого был отозван из Самарканда.
В годы острых междоусобиц в Мавераннахре (1551—1556), когда шейбанидскне султаны упорно боролись между собой за верховную власть, Пирмухаммад-хан всячески поддерживал своих близких родичей — сыновей и внуков Джанибек-султана, правивших отдельными областями Мавераннахра. Из них наиболее активными и настойчивыми были молодой Абдулла-хан и Узбек-хан. Пирмухаммад-хан по-прежнему предпочтение отдавал последнему. Когда под Касаном началось кровопролитное сражение между Абдалла-ханом II и Бурхан-султаном и Пирмухаммед-хан прибыл туда во главе балхского войска, в то время, когда перевес был у войска Абдулла-хана II. Бурхан-султан потерпел поражение и отступил в сторону Бухары, а Абдулла-хан II и Пирмухаммед-хан, объединившись, выступили на Кеш, тогда ещё осаждаемым другим шейбанидом Науруз Ахмед-ханом. Узнав об этом Науруз Ахмед-хан снял осаду и вернулся в свой удел. Тогда ушел в Балх и Пирмухаммад-хан.
1554 году Науруз Ахмед-хан вновь вторгся в Мавераннахр и отнял области Мийанкал, Несеф и Кеш у потомков Джанибек-султана. Они потерпели поражение в ожесточенной битве около города Карши. 10 декабря 1554 года Рустам-хан был убит. Абдулла-хан II, Узбек-хан, Хосроу-султан, Дустим-султан, Ибадаллах-султан бежали в Балх к Пирмухаммад-хану, который направил их на Андхуд и Шеберган.
Как сообщает балхский историк, Пирмухаммад-хан решил отомстить Науруз Ахмад-хану и его потомкам за поражение своих племянников под Карши и выступил на Мавераннахр, но был разбит в сражении, проходившем 15 апреля 1555 года в местности Фаррахин в Мийанкале.

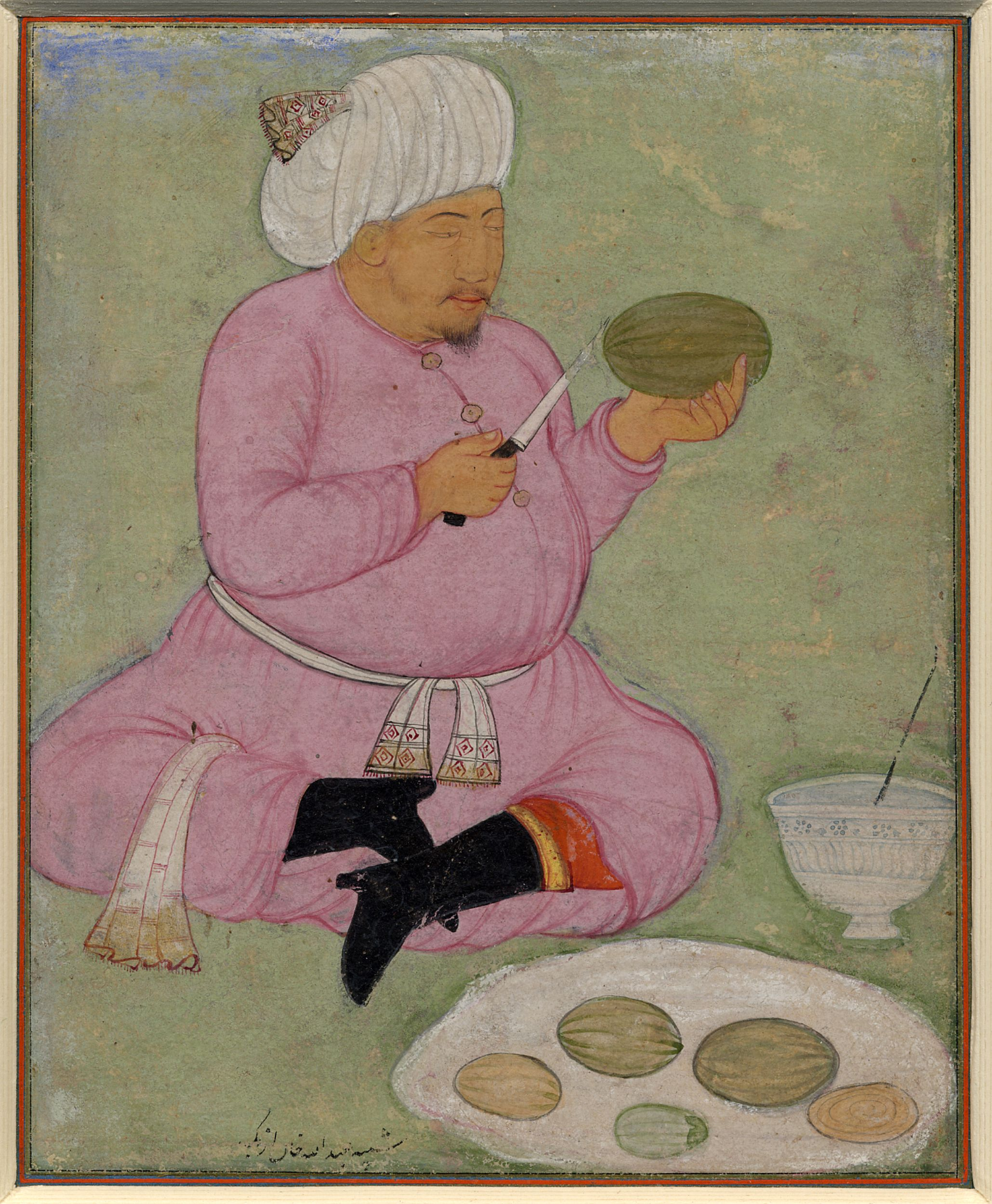
Портрет Абдулла-хана II
Кемаледдин Бехзад, XVI век

До весны следующего 1556 года Абдалла-хан II находился в отведенном ему Пирмухаммад-ханом Чечекту и Меймене. По словам Хафиз-и Таныша Бухари, Пирмухаммад-хан проявил к племяннику внимание, помог оружием и всем необходимым.
Вечером 24 сентября 1556 года Науруз Ахмед-хан. Воспользовавшись этим, Абдулла-хан II при содействии Пирмухаммад-хана, бухарских эмиров и всемогущих джуйбарских ходжей на сей раз окончательно завладел Бухарой. Во вторую пятницу, 13 июня 1557 года в соборной мечети Бухары была прочитана хутба на имя Пирмухаммед-хана. Он оставался верховным ханом всех узбеков до начала 17—18 апреля 1561 года. Хотя на имя Пирмухаммед-хана была прочитана хутба и выбита монета, его правление было чисто формальным. Ввиду активизации Сулайман-шаха, правителя Бадахшана, на границах Балхского удела и внутренних беспорядков, бунт его сына Динмухаммад-султана и эмира Худайдада в Шибиргане) он не мог покинуть Балх и перебраться в Бухару, поэтому фактически правил здесь еще с 1557 года Абдулла-хан II.
Пирмухаммад-хану в июле—августе 1560 года пришлось воевать с Сулайман-шахом, вторгшимся в пределы Балха с огромным войском, по данным балхского историка. Пирмухаммад-хан направил в Бухару гонца с просьбой. Абдалла-хан II сразу же выступил на помощь дяде. Тем временем Сулайман-шах, основательно разграбив окрестные районы Балха, прочно закрепился в Сарипуле Шибиргана.
Окрыленный победой над Сулайман-шахом, Пирмухаммад решил завладеть такими важными городами Тохаристана, как Кундуз и Талькан, и 5 сентября 1560 года выступил туда с войском. Чем кончился поход, источники умалчивают. По словам Абу-л-фазл Аллами, Сулайман-шах не удержался в Бадахшане и явился в Агру к Акбару I Великому. Тогда эти области снова были присоединены к Балху.
В 1561 году произошел окончательный разрыв между Пирмухаммед-ханом и Абдалла-ханом II. Причиной, по сведениям летописцев, послужило стремление Пирмухаммад-хана отнять у племянника Бухару, обменяв на нее Балх. Весной 1561 года в Шибиргане между ними начались переговоры по этому вопросу. Абдалла-хан II, помня, что Балх находится рядом с Хорасаном и Ираном, которые он мечтал завоевать, согласился с предложением дяди. Стороны подписали соответствующий документ и назначили своих уполномоченных для приема власти. Однако обмен все-таки не состоялся. По мнению Хафиз-и Таныша Бухари, этому помешали следующие обстоятельства: против такой сделки выступил Динмухаммад-султан, сын Пирмухаммад-хана, поднявший бунт против отца, и ходжа Мухаммад Ислам, который сказал прибывшему с этим известием в Джуйбар Кулбаба кукельдашу: «Хан наш, не посоветовавшись с нами, вздумал поменять Бухару на Балх. Если он думает, что Бухара находится под его властью без чьей-либо помощи и поддержки, то пусть поступает так, как ему вздумается, пусть отдаст ее кому захочет, [живы будем] посмотрим, что из этой затеи выйдет!». Таким образом, сделке не суждено было сбыться. По мнению Б. А. Ахмедова, решающую роль сыграло последнее обстоятельство. Что же касается бунта Динмухаммад-султана, то с ним они могли бы легко справиться, как сделал это потом Пирмухаммад-хан
после отъезда в Мавераннахр Абдалла-хана II.
Сразу же после возвращения в Бухару в апреле—мае 1561 года Абдулла-хан II затребовал своего отца Искандер-хана из Кермине и он был провозглашён бухарским ханом, а имя Пирмухаммад-хана «было вычеркнуто из хутбы». Событиях, произошедших в Балхе в последующие годы, по крайней мере до кончины Пирмухаммад-хана (12 марта 1567 года), в источниках нет сведений. Словом, Пирмухам-
мад-хан, как и Кистин-Кара-султан, вел активную политику, как внутреннюю, так и внешнюю. При нем Балхский удел значительно расширился за счет Абиверда, Мервской области и Термеза, во главе которых были поставлены его сыновья и внуки: Пайанда Мухаммад-султан (в Мерве), Падшах Мухаммад-султан (в Термезе) и Абу-л-Мухаммад (в Абиверде). Значительно укрепились и южные границы Гурзувана и Гарчистана, куда были назначены Байрам оглан и Хакназар оглан.
В последние годы правления его сына Динмухаммад-хана Кундуз, Баглан, Талькан и другие города Тохаристана снова захватили Сулайман-шах и его внук Хосроу-мирза. Динмухаммад-хан правил Балхом около шести лет (март 1567—февраль 1573) и ценой больших усилий отстоял независимость своего владения. Значительную помощь и поддержку в этом ему оказывали хисарские султаны и Узбек-хан, враждовавший тогда с Абдалла-ханом II. При этом Динмухаммад-хан временами лавировал, выражая на словах повиновение бухарскому правительству и направляя к Абдалла-хану II незначительные военные силы, когда тот организовывал военные походы против своих соперников или же против кизылбашей.
Абдалла-хан II же, несмотря на занятость борьбой за объединение Мавераннахра, вынашивал план ликвидировать независимость Балха. Так, осенью 1567 года он выступил на Мерв с целью подчинения. Мерв был осажден и кровопролитные бои продолжались несколько дней. Однако бухарские войска не смогли его взять даже после уничтожения по приказу хана плотины Султан-бенд на реке Мургаб.
В 1570 году Абдалла-хан II выступил в поход на Андхуд и Шибирган, в котором принял участие и Узбек-хан. Сначала была осаждена крепость Андхуд. Правитель ее Шахмухаммад-султан и его аталык Джандавлат-бий найман оказали им упорное сопротивление. Однако, они не устояли перед превосходящими силами неприятеля и, договорившись со знатью, сдали крепость Узбек-хан. Последний не впустил в город Абдалла-хана II, который вынужден был двинуться дальше на Шибирган. Узбек-хан, не желая, однако, окончательно испортить с ним отношения, оставил в Андхуде своего человека, а сам догнал Абдалла-хана II в шибирганской деревне Ходжа Дукка. Абдалла-хан II холодно встретил его; опасаясь за свою жизнь, Узбек-хан ночью подался в сторону Балха и объединился с Динмухаммад-ханом. Шеберган сдался Абдалла-хану II без сопротивления, хотя Падшах Мухаммад-султан и его окружение, надеясь на прочность крепостных укреплений, решили сопротивляться. После взятия Шибиргана бухарские войска направились на Балх. Но до сражения дело не дошло, и обе стороны заключили мир. К этому Абдалла-хана II уговорили главы балхского духовенства: маулана Мухаммад Амин захид и саййид Мирим-шах.
Следующие представители из династии Шейбанидов были назначены султаном или наместником Балхского удела Бухарского ханства: Хуррамшах-султан (1506—1511), Кистин Кара-султан (1526—1544), Кылыч Кара-султан (1544—1545), Пирмухаммед-хан (1546—1566), Дин Мухаммед-султан (1566—1573), Абдалмумин-хан (1582—1590).

### Образование Балхского ханства для наследника бухарского хана
В 1590 году Абдалмумин-хан был объявлен наследником отца — Абдулла-хана II на пост хана Бухарского ханства, и тогда же ему был присвоен почётный ханский титул. К концу правления Абдулла-хана II Абдулмумин-хан стремился стать независим от отца, и дело уже доходило до вооружённого между ними конфликта, а Абдаламин-хан за короткое время своего правления даже успел отчеканить монеты от своего имени.
После падения власти Шейбанидов в 1599 году в Мавераннахре создалась нестабильная политическая обстановка. Этим решил воспользоваться правитель сефевидского Ирана шах Аббас I Великий. В Балхе, при содействии шаха, на короткое время правителем стал его ставленник Шейбанид — Мухаммед Ибрагим. В апреле 1602 года он во главе войск двинулся на завоевание областей к югу от Амударьи, принадлежавших Бухарскому ханству. Шаху не удалось разгромить войска Аштарханидов и взять Балх. Состоявшееся в июне битва при Балхе закончилось отступлением сефевидских войск.
При правлении Аштарханидов на территории Бухарского ханства было создано два политических центра: Бухара и Балх. Обычно наместником бухарского хана в Балхской провинции являлся его наследник, получавший титул хана. Зачастую наследник был слишком молод, и в этом случае к нему приставлялся в роли регента сановник, которому жаловали высший в государстве чин аталыка.
В начале XVIII века балхские аталыки забирали всю власть в провинции и превращались в беспокойных феодалов, с которыми бухарскому хану приходилось серьёзно считаться и идти на разные компромиссы и поблажки. В «Тарих-и Муким-хани» приводится целый ряд подобных примеров. В начале XVIII века в административном отношении Балхской провинции подчинялись не только районы позднейшего Афганского Туркестана, от пределов Гератской провинции до Бадахшана, но и округа по правому берегу Амударьи до Гиссара включительно.
Балхской провинции, как крупнейшему административному, военному и торговому центру, Аштарханиды уделяли особое внимание, тем более, что Балхский округ граничил на востоке с полунезависимым Бадахшаном, а на юге примыкал к государству Великих Моголов.
В 1645 году Балх был захвачен падишахом Империи Великих Моголов — Шах-Джаханом и в 1645—1647 годах находился под его контролем. Здесь Бабуриды вели себя как в завоёванной стране. Население стало разбегаться, целыми семьями переправлялось через Амударью и уходило в Мавераннахр. Только в 1647 году завоеватели были прогнаны с этой территории бухарским ханом Абдулазиз-ханом (1645—1681).

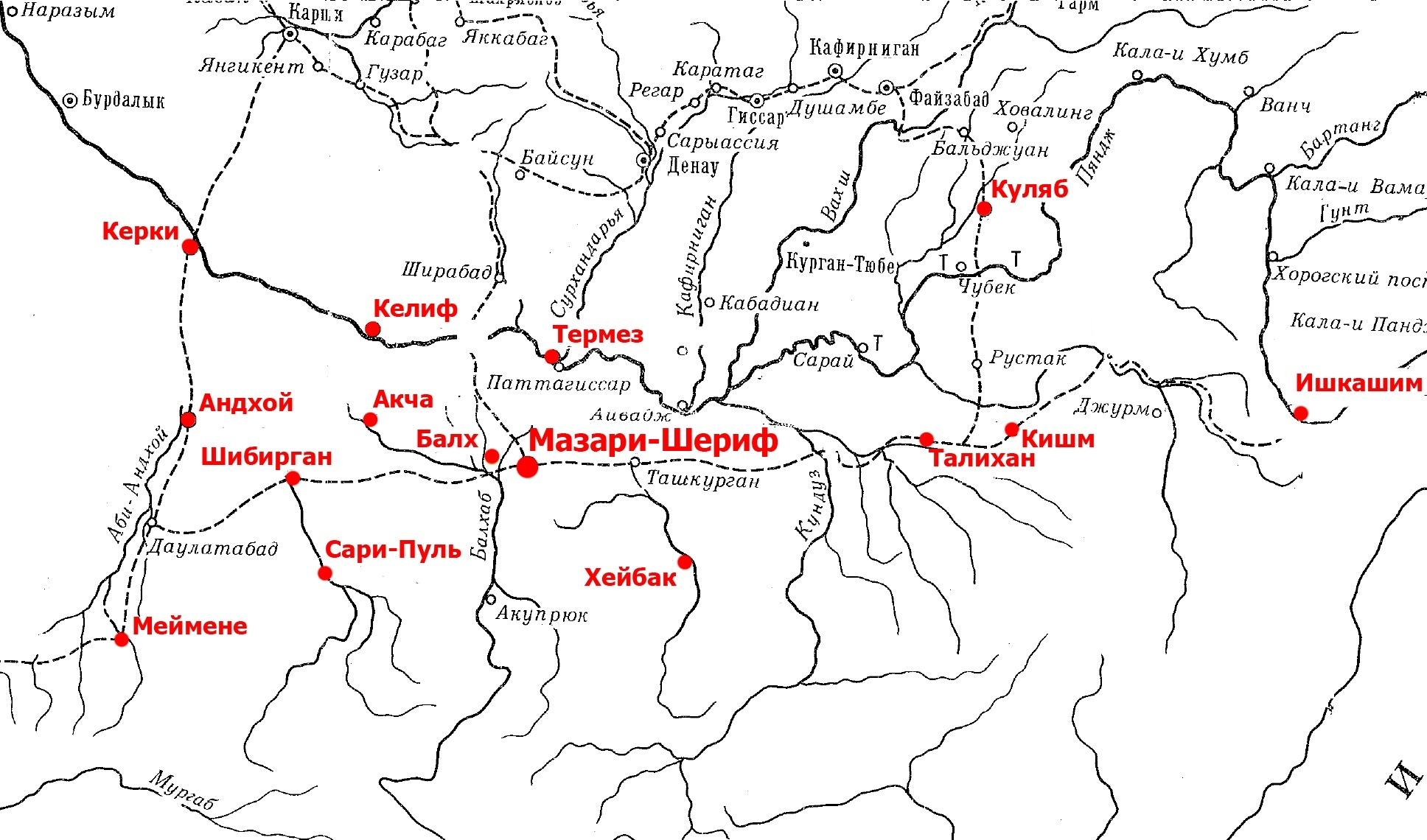
Подвластные города балхскому Субханкули-хану

Начиная с XVII века ханство имело прямые торговые и политические связи с Россией, Индией и Ираном. В декабре 1676 года балхский хан Субханкули-хан отправляет письмо русскому царю Фёдору Алексеевичу Романову. В этом документе указываются округа, принадлежавшие ханству. Субханкули-хан (1681—1702) в 1681 году избирается ханом в Бухаре. Последние годы его правления знаменуются всеобщей разрухой. На территории Балха шла ожесточённая борьба между отдельными узбекскими племенами, и Балхская область была охвачена полной анархией.
Следующие представители из династий Шейбанидов и Аштарханидов были назначены наместником или управляли самостоятельно Балхом с титулом хана: Абдалмумин-хан (1590—1598), Абдаламин-хан (1598), Мухаммед Ибрагим (1598—1602), Вали Мухаммад (1602—1605), Надир Мухаммад-хан (1612—1642 и 1645—1651), Субханкули-хан (1651—1680), Искандер-хан ибн Субханкули (1680—1683), Абуль-Мансур-хан ибн Субханкули (1683), Сиддик Мухаммед-хан ибн Субханкули (1683—1687), Абуль Музаффар Мухаммед Муким-хан ибн Искандер (1687—1707), правнук Вали Мухаммада — Абдулла-хан (1711—1712), Санджар-хан ибн Абдулла (1712—1717) и Мухаммед-хан (1717—1720).

### Образование самостоятельного Балхского ханства
После смерти Субханкули-хана, в 1702 году, его внук Мухаммед Муким-хан провозгласил себя независимым ханом, и ни при жизни Мухаммеда Муким-хана, ни после его смерти Аштарханидам Бухары не удалось подчинить себе Балх. Балхское владение окончательно отпало от Бухарского ханства
В 1736—1737 годы Балх был захвачен Надир-шахом и в 1747 году, после смерти шаха снова стал независимым наряду уже с другими мелкими узбекскими ханствами Южного Туркестана.
В 1742 и в 1745 годам, в Балхе происходило массовое восстание против власти шаха, которые были жестоко подавлены войсками Надир-шаха.

### Борьбы правителей Афганистана и Бухарского эмирата за господство в Балхском ханстве

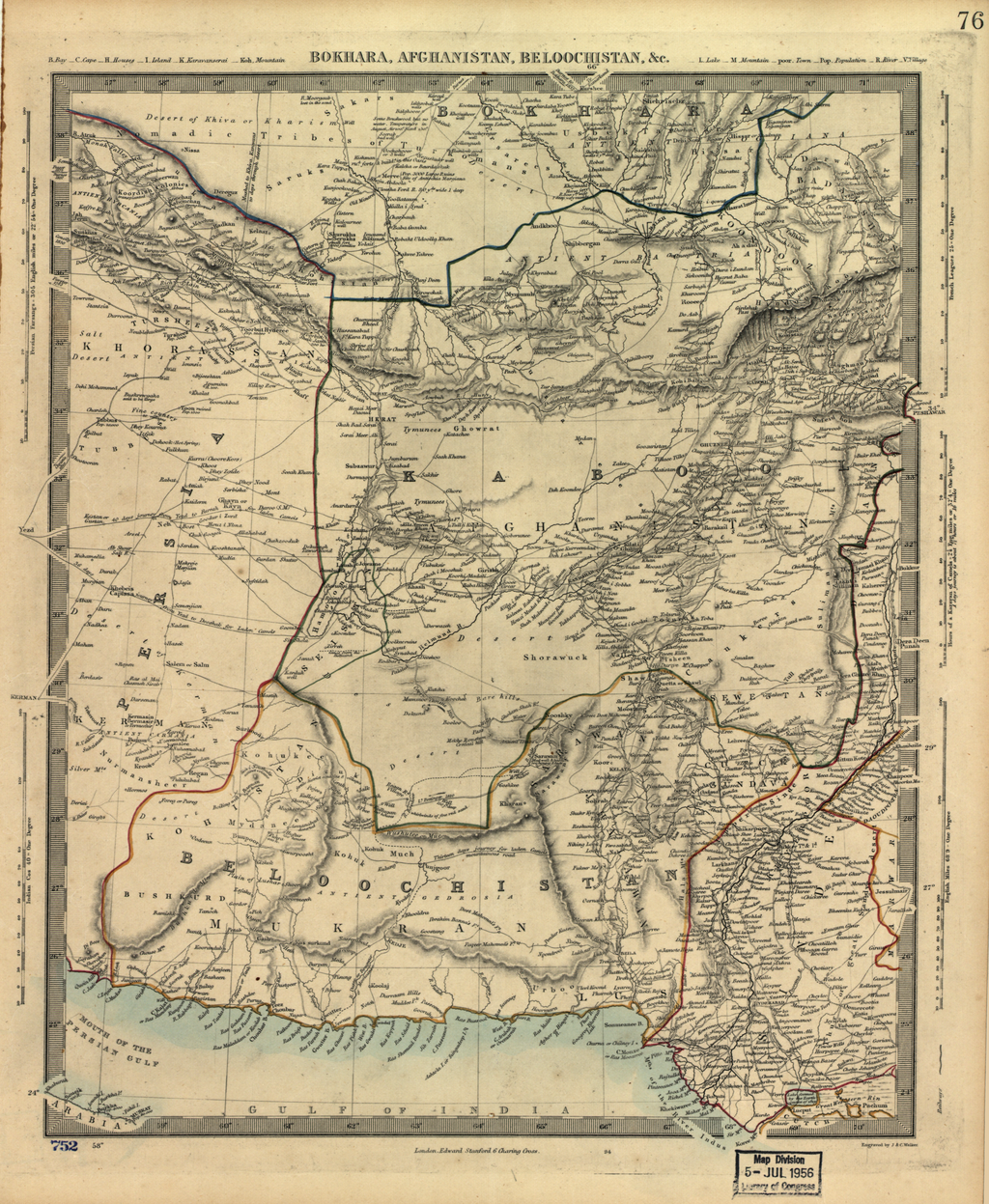
Владения Бухарского и Афганского эмиратов, 1850—1899 годы

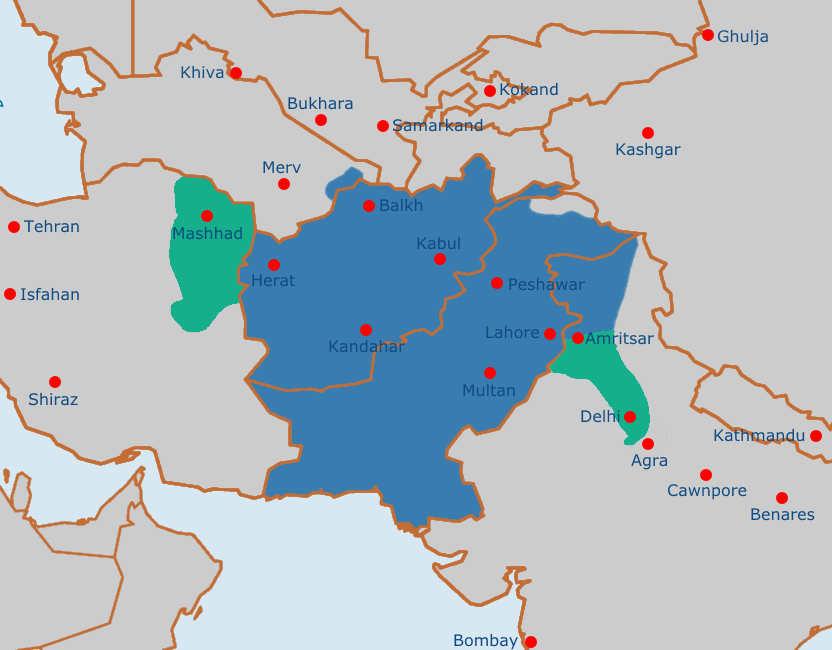
Карта Дурранийской империи в 1761 году

Дурранийская империя в эпоху Ахмад-шаха Дуррани (1747—1772) была крупнейшим государством Среднего Востока. В 1750—1752 годы Ахмад-шахом Дуррани были подчинены небольшие узбекские ханства на севере от Гиндукуша: Балх, Шибирхан, Андхой, Кундуз, Меймене. В большинстве из них оставлялись на вассальных правах владетели из местных династий, но в Балх был прислан афганский наместник. Власть Ахмед-шаха над узбекскими ханствами левобережья Амударьи не была прочной, это видно, в частности, из того, что уже в 1755 году пришлось послать в эти области сильное афганское войско.
К концу XVIII века по сравнению со временем правления Ахмад-шаха значительно изменилась внешнеполитическая обстановка. Соседи Дуранийской державы стали сильнее. Бухарский эмират при первом эмире Шахмураде (1785—1800) обрёл относительно устойчивую политическую власть и окреп в экономическом и военном отношениях.
В 1790 году афганским шахом Тимур-шахом Дуррани (1772—1793) организовывался поход на Балх. В 1790—1791 годы бухарский эмир Шахмурад вёл войну с Тимур-шахом Дуррани из-за бывших бухарских владений на левом берегу Амударьи. В узбекских ханствах левобережья Амударьи власть афганского шаха фактически свелась на нет. От этих земель в их казну не поступало ни одной рупии. При своём правлении Тимур-шах Дуррани не мог найти человека, который согласился бы быть там наместником, что стало предметом насмешек противников шаха. Предпринятый большой поход на север не дал ему новых территориальных приобретений и не укрепил его фактической власти на левобережье Амударьи, хотя формально, по за ключенному с бухарским эмиром Шахмурадом мирному договору, границей между Дуранийской державой и Бухарским эмиратом вновь была признана река Амударья.
В начале XIX века власть афганского наместника в Балхе была фиктивной. Балхское ханство и другие мелкие узбекские ханства Южного Туркестана вышли из под власти афганских правителей и стали полностью независимыми.
Англичанами была сделана неудача попытки продвинуться к северу от Гиндукуша через Бамиан, где они встретили сильное сопротивление узбеков и таджиков левобережья Амударьи.

### Покорение Балхского ханства Афганистаном

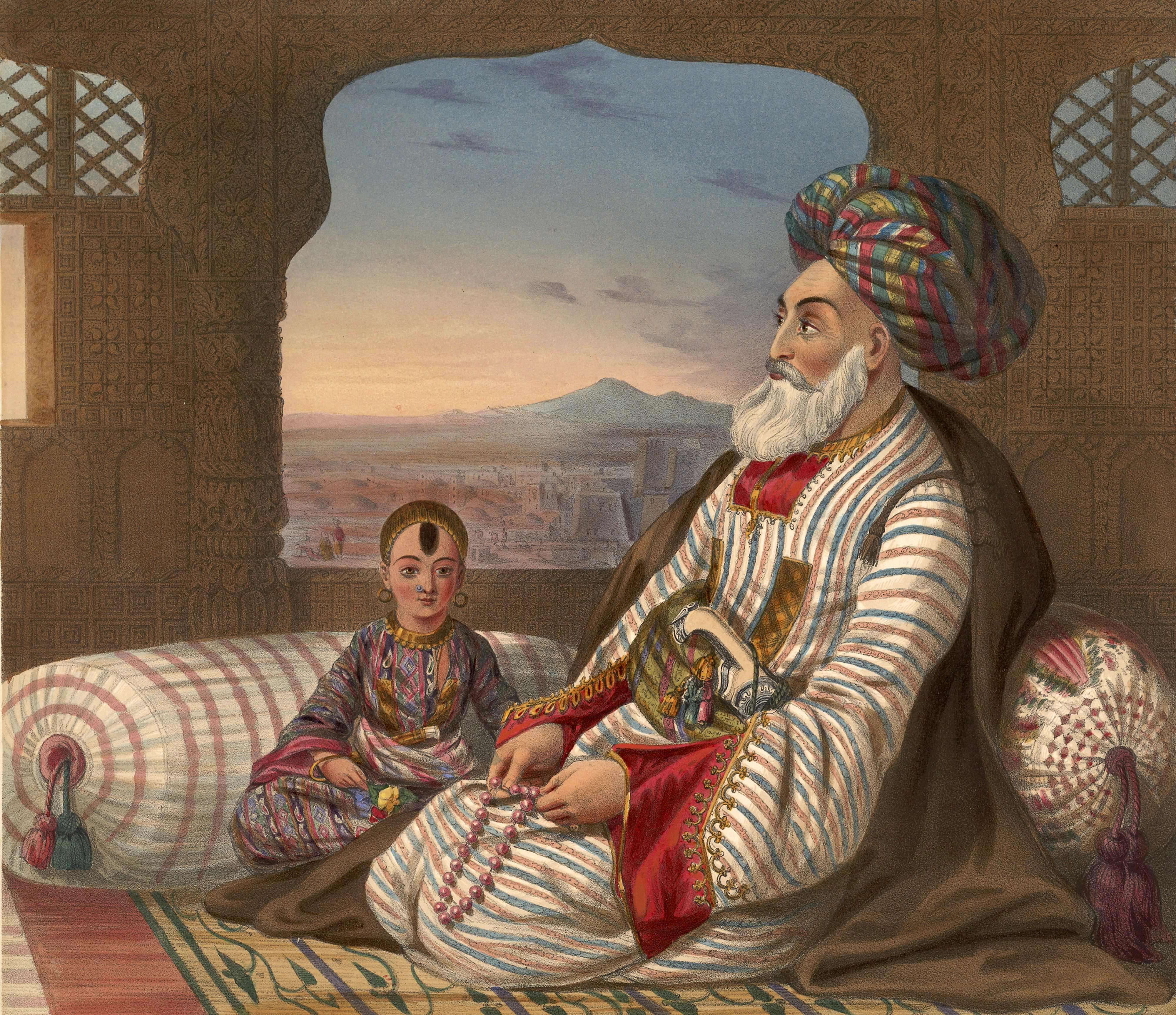
Дост Мухаммед со своим младшим сыном

Потеряв надежду на возможность успешных действий на востоке и юго-востоке, Дост Мухаммед-хан перешел к активной политике на севере. Он направил туда крупную военную экспедицию с целью завоевать «Малый Туркестан».
В 1850 году при всесторонней поддержке англичан Дост Мухаммед-хан подчинил Балх. Так началось растянувшееся затем на долгие годы завоевание левобережья Амударьи войсками афганских эмиров. Завоевание облегчалось феодальной раздробленностью и взаимной враждою правителей мелких узбекских ханств левобережья Амударьи, но местное население оказывало завоевателям упорное сопротивление. С тех пор мелкие узбекские ханства, расположенные на левом берегу Амударьи, одно за другим были захвачены эмирскими войсками. Главным оплотом господства афганских эмиров на севере в течение длительного времени были гарнизоны в Балхе, Мазари-Шарифе, Акче, Таш-Кургане. Внутреннее управление оставалось в руках местных узбекских и таджикских феодалов. Во многих случаях признание ими верховной власти афганских эмиров сводилось к вассальной зависимости. Как бы то ни было, в 50-х годах XIX века в состав владений Дост Мухаммед-хана уже была включена новая провинция — которая была названа Афганским Туркестаном, наместником ее он назначил своего старшего сына Мухаммед Афзаль-хана.

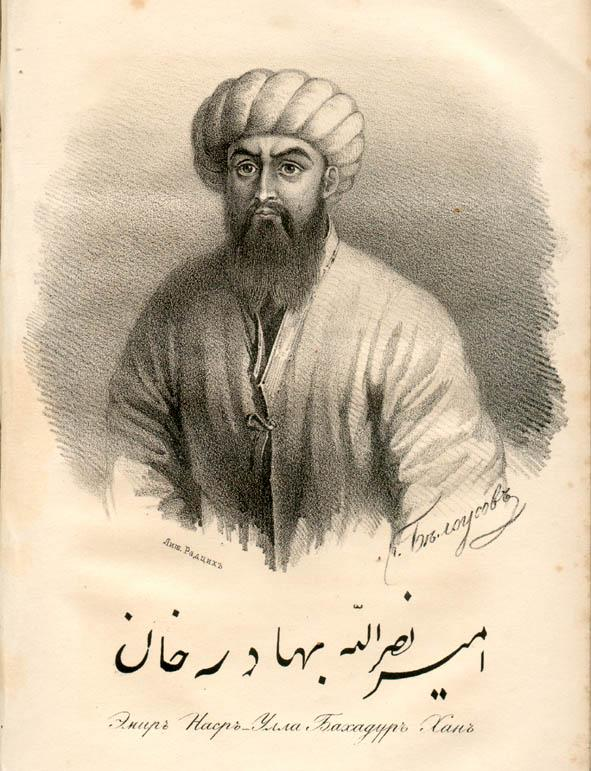
Портрет бухарского эмира Насрулла-хана

Наступательная политика Дост Мухаммеда на севере привела к конфликтам с Бухарским эмиратом, в вассальной зависимости от которого в прошлом находились правители ханств левобережья Амударьи. Первое официальное признание власти кабулского эмира над городом Балх было сделано Англией, что было зафиксировано во втором Пешаварском договоре.
В 1860 году, в последние дни своего правления бухарский эмир Насрулла-хан выступал к Южному Туркестану и даже переходил со своими войсками Амударью около Керкинского бекства, но затем неожиданно повернул обратно и ушёл в Бухару. Как сообщал российский генеральный консул в Кашгаре Н. Ф. Петровский, в договоре, заключённом между бухарским эмиром Насрулла-ханом (1827—1860) и афганским эмиром Дост Мухаммед-ханом (1834—1839 / 1842—1863) 26 января 1847 года, река Амударья стала границей между их странами.
В 1878 году полковник Н. И. Гродеков при поездке в Афганистан упоминал о Балхском ханстве:
Ханство Балх, в состав которого входил и Мазар-и-Шериф, в настоящее время главный город Афганского Туркестана, присоединено также 30 лет тому назад. Последний хан Рустеш убит в Кабуле своим племянником.

## Население
Основное население Балхского ханства составляли кочевники, обозначенные в нарративных источниках по разными терминами:  аймак и ахшам. Так, например, в «Бахр ал-асрар», содержащем политическую историю Балхского ханства первой половины XVII века, приведены названия свыше 50 узбекских кочевых и полукочевых племён и родов. Территорию, на которой обитали эти племена, как и численность каждого из них, установить невозможно из-за отсутствия достаточных данных в источниках. Небольшие отрывочные сведения позволяют установить этническую территорию лишь кипчаков, мингов, кунгратов, катаганов, найманов и отдельных племён и родов Хазареджата: тулкичи, сайканчи, зиренги и килеги.
По материалам источников, юртом или улусом кипчаков были районы Чечекту, Кайсар, Алмар и Йабагу, мингов — Меймене и подвластные ему районы, кунграты обитали в пределах Термеза и смежных с ним горных районах правобережной Амударьи, катаганы — в области Кундуз, а найманы и канглы — в округах Хульм и Айбак. Тулкичи, сайканчи, зиренги и килеги кочевали в пределах Андераба, Кахмерда, Мульгана и Дере-и суф. На территории ханства обитали и кочевники — арабы, потомки арабских завоевателей. По свидетельству Махмуда ибн Вали юрт их находился в окрестностях древнего Хульма.

## Культура

### Библиотеки и библиотекари
Библиотеки были при дворе ханов, при медресе, в почитаемых мазарах мусульманских святых и у частных высокопоставленных лиц, имевших склонность к науке и познанию. В «Бахр ал-асрар» встречаются такие слова, как китобдор-и хосса (ханский библиотекарь), китобдор-и мадраса-и олий (библиотекарь медресе) и просто китобдор. Фонд библиотеки медресе ничуть не уступал ханской библиотеке, чему во многом способствовало то, что учредители медресе, высокопоставленные лица, часто преподносили им в качестве вакфа книги. Так, Надир Мухаммад-хан передавал в вакф библиотеке медресы в Балхе, построенного им и носившего его имя, 2000 томов книг из собственной библиотеки. Были и личные библиотеки, например, библиотеки всесильного эмира Кулбаба кукелдаша, Аллаяра диванбеги в Балхе. Отдельные сановники, что бы увековечить своё имя, строили на собственные средства свои библиотеки в стольных городах.
В ханских, султанских библиотеках и в библиотеках при медресе работал целый штат переписчиков (китоб нависандагон), художников-миниатюристов (мунаккашон), инкрустаторов (музаххибон), редакторов (мухаррирон), переплётчиков (саххафон) и другие. Например, известна библиотека Надир Мухаммад-хана и Субханкули-хана, где были переписаны ряд ценных сочинений. Примечательно что единственный в мире список заключительной части «Бахр ал-асрар», хранящийся ныне в Лондоне, тоже из Балха и переписан в библиотеке Надир Мухаммад-хана неким Шах Касымом.
Ханский библиотекарь, как правильно указывается в «Бухарском трактате», вел «приём сочинений, написанных и представленных учёными-богословами, писателями и поэтами [на высочайшее воззрение], после того, как они собраны и одобрены государём, равно [на его обязанности лежит] ремонт книг высочайшей библиотеки». Любопытно, что в те далёкие времена реставрация книг была одной из основных обязанностей библиотекаря — китабдара. Ханский библиотекарь, как и библиотекари медресе и мазаров, назначались ханом. Первый содержался за счёт дивана, а последние — за счёт вакфа. Ханский библиотекарь пользовался особым расположением хана, считался в числе его приближённых.

## Список правителей

### Шейбаниды
- Хуррамшах-султан, сын Шейбани-хана, султан Балха 1506—1511
- Кистин Кара-султан, сын Джанибек-султана, султан Балха 1526—1544
- Кылыч Кара-султан, сын Кистин Кара-султана, султан Балха 1544—1545, султан Карши 1552
- Пирмухаммед-хан, сын Джанибек-султана, султан Балха 1546—1566, султан Бухары 1550—1551, хан Мавераннахра 1556—1561
- Сулейман-султан, сын Джанибек-султана, султан Балха 1566—1566
- Дин Мухаммед-султан, сын Пирмухаммед-хана, султан Балха 1566—1573
- Абдалмумин-хан, сын Абдулла-хан II, султан Балха 1582—1583, хан Балха 1583—1598, хан Мавераннахра 1598
- Абдаламин-хан, сын Ибадулла-султана, хан Балха 1598—1601
- Мухаммад Ибрагим-султан, сын Турсун Мухаммед-султана, хан Балха 1601

### Аштарханиды
- Вали Мухаммад, сын Джанибек-султан, 1602—1605
- Надир Мухаммад, сын Дин Мухаммад-султана, 1612—1642 и 1645—1651
- Субханкули-хан, сын Надир Мухаммада, 1652—1680
- Искандер-хан, сын Субханкули-хана, 1680—1683
- Абул-Мансур-хан, сын Субханкули-хана, 1683
- Сиддик Мухаммад-хан, сын Субханкули-хана, 1683—1687
- Абул Музаффар Мухаммад Муким-хан, сын Искандар-хана, 1687—1707
- Абдулла-хан, правнук Вали Мухаммадхана, 1711—1712
- Санджар-хан, сын Абдулла-хана, 1712—1717
- Мухаммед-хан, двоюродный брат Санджар-хана, 1717—1720
- 1737—1747 во власти Надир-Шаха
- 1747—1748 — Узбек-Хаджи-хан
- 1748—1751 во власти хана Бухарии
- 1752—1793 во власти Дуррани
- 1793—1826 во власти эмира Бухарии
- Афганский Туркестан
- до 1850 — Рустеш-хан